# Districte de Pratabgarh (Rajasthan)
El districte de Pratabgarh és una divisió administrativa de Rajasthan, amb capital a la ciutat de Pratabgarh (Rajasthan). Té una superfície de 4 118 km² i una població de 706.707 habitants (aplicant el cens del 2001).

## Administració
L'administració del districte està formada per quatre subdivisions:
- Pratapgarh (abans subdivisió al districte de Chittorgarh)
- Dhariawad (abans subdivisió al districte d'Udaipur)
- Arnod (de nova creació)
- Chhoti Sadri (de nova creació)

I cinc tehsils:
- Pratapgarh, segregat del districte de Chittorgarh
- Arnod, segregat del districte de Chittorgarh
- Chhoti Sadri, segregat del districte de Chittorgarh
- Dhariwad, segregat del districte d'Udaipur
- Pipalkhunt (de nova creació), amb territori procedent del districte de Banswara

## Història
El districte fou fundat el 26 de gener de 2008 segregat en part del districte de Chittorgarh, en part del districte d'Udaipur i en part del districte de Banswara. La regió, sobretot la capital, demanava la segregació que fou acceptada el 6 de juliol de 2006. El primer ministre Vasundhara Raje va declarar la creació el 8 de març de 2007 i va entrar en efecte el 26 de gener següent. Va passar a formar part de la divisió d'Udaipur que així augmentava a sis districtes.